# 小鵜居島
小鵜居島（日语：／ Moyururi tō */?）是日本北海道根室半島的太平洋側，約離昆布盛海岸3公里外的無人島，面積0.3平方公里，南方鄰鵜居島。行政區劃屬根室市。
島嶼四周為海蝕崖，島上大部分區域為海拔20至30公尺的平坦地形。
日文原名在阿伊努語的意思是小的（mo-urir-i），因此和鵜居島一樣都是指鸕鶿居住的島嶼，同樣有許多保護類鳥類棲息，現已被指定為北海道的自然保護區，需要許可才可以登島。

## 外部連結
- （日語）日本的島 - ユルリ島
- （日語）自然百景 - ユルリ島（NHK網站）